# Chunar
Chunar è una suddivisione dell'India, classificata come municipal board, di 33 919 abitanti, situata nel distretto di Mirzapur, nello stato federato dell'Uttar Pradesh. In base al numero di abitanti la città rientra nella classe III (da 20 000 a 49 999 persone).

## Geografia fisica
La città è situata a 25° 7' 60 N e 82° 54' 0 E e ha un'altitudine di 83 m s.l.m.

## Società

### Evoluzione demografica
Al censimento del 2001 la popolazione di Chunar assommava a 33 919 persone, delle quali 17 884 maschi e 16 035 femmine. I bambini di età inferiore o uguale ai sei anni assommavano a 5 516, dei quali 2 892 maschi e 2 624 femmine. Infine, coloro che erano in grado di saper almeno leggere e scrivere erano 19 381, dei quali 11 815 maschi e 7 566 femmine.